# إدوين كرايغ
إدوين كرايغ (بالإنجليزية: Edwin Craig)‏ هو ممثل أمريكي، ولد في 10 يوليو 1937.

## وصلات خارجية
- إدوين كرايغ على موقع IMDb (الإنجليزية)
- إدوين كرايغ على موقع ألو سيني (الفرنسية)
- إدوين كرايغ على موقع أول موفي (الإنجليزية)
- إدوين كرايغ على موقع قاعدة بيانات الفيلم (الإنجليزية)